# Алберт Фридрих фон Анхалт-Десау
 Алберт Фридрих фон Анхалт-Десау (на немски: Albert Friedrich von Anhalt-Dessau; * 22 април 1750 в Десау; † 31 октомври 1811 в Десау) от род Аскани е принц от Анхалт-Десау.
Той е третият син, най-малкото дете на княз Леополд II Максимилиан фон Анхалт-Десау (1700 – 1751) и съпругата му принцеса Гизела Агнес фон Анхалт-Кьотен (1722 – 1751), дъщеря на княз Леополд фон Анхалт-Кьотен.
През 1780 г. принцът се нанася в построения от него дворец „Гроскюнау“ в Десау, където най-вече живее и умира там на 61 години след грабежеско нападение. Погребан е в Десау.

## Фамилия
Албрехт Фридрих се жени на 25 октомври 1774 г. в Реда за графиня Хенриета Каролина Луиза фон Липе-Вайсенфелд (* 7 февруари 1753; † 27 януари 1795), внучка на граф Рудолф Фердинанд фон Липе-Бистерфелд, дъщеря на граф Фердинанд Йохан Лудвиг фон Липе-Вайсенфелд (1709 – 1787) и графиня Ернестина Хенриета фон Золмс-Барут (1712 – 1769). Алберт и Хенриета се разделят през август 1778 г.
Те нямат деца.
Албрехт Фридрих има с Анна Луиза Франке две незаконни деца:
- Фридерика Хенриета Клементина (1785 – пр. 1829)
- Густав Адолф фон Хайдек (1787 – 1856), художник